# Luis Marinoni
Luis Marinoni López (Posadas, provincia de Misiones, 27 de abril de 1974) es un bailarín y coreógrafo argentino, especializado en danzas folklóricas de Argentina. Conocido internacionalmente, fundó su propia compañía en los años 2000 y en la década de 1990 formó parte del Ballet Folklórico Nacional, bajo la dirección de los maestros Santiago Ayala y Norma Viola, ciudadana ilustre de Buenos Aires y baluarte de la cultura argentina.  

## Carrera
Marinoni es graduado de profesor de Danzas Folklóricas Argentinas. Complementó su concepto de bailarín folklórico en los géneros clásico y contemporáneo, jazz, danza moderna, tango y danzas de Latinoamérica en función a un mayor caudal de información que reconociera en su amalgama, al estilo que manifiesta.
Ha recorrido en gira países como Paraguay, Chile, Uruguay, 23 ciudades de México, 38 ciudades de Francia, España, Suiza, 22 ciudades de Japón, El Cairo (Egipto) y Dubái (Emiratos Árabes Unidos).
Incursionó en el mundo del Tango danza junto al músico Andrés Linesky y la bailarina Romina Levin. Trabajó como coreógrafo en el Ballet Mimbipá (Mimbipá Ballet Company) de la profesora Sussy Sacco, de Paraguay. Fue director y coreógrafo en festivales populares de renombre como la Fiesta Nacional del Chamamé (Ciudad de Corrientes), Festival Nacional de la Música del Litoral y Festival Nacional de Folklore de Cosquín, en reiteradas oportunidades.
Comenzó como coreógrafo en 1992 en un movimiento formativo desde la danza folklórica perdurable en la memoria colectiva de la región, partiendo desde la Provincia de Misiones.  
Desde 1996, año en que ingresa al Ballet Folklórico Nacional de la Argentina, suma a su experiencia las interpretaciones coreográficas de los maestros Santiago Ayala «El Chúcaro» y Norma Viola.
Norma Viola lo convoca como coreógrafo invitado en el Ballet Folklórico Nacional, interviniendo con 5 obras de su autoría: La Leyenda de la Yerba Mate - Pacto y muerte del Mensú; Cuentan los Federales (sobre acontecimientos en la época de Juan Manuel de Rosas; El Grito de la Tierra (el génesis y el sentimiento guaraní); Himno a Cosquín (para la celebración de sus 50 años del Festival del Folklore nacional) y Encuentro enamorado, danzas de choques fronterizos. 
Es Director del Ballet Barrio Alegre de la Ciudad de Trenque Lauquen, Provincia de Buenos Aires y de la Compañía de Arte de la Ciudad de Posadas.
Trabajó con personajes relevantes del Arte en la región como Ramón Ayala, Ricardo Ojeda, Bernardo Neumann, Los de Imaguaré, Karoso Zuetta y Nerina Bader, entre otros. Entre sus creaciones hay una fuerte presencia étnica debido a su intensa relación con las comunidades Mbyá, un pueblo guaraní que habita en Paraguay, Brasil y Argentina (en la Provincia de Misiones).
Así ha creado obras de gran contenido histórico-popular como Arcano de Viernes Santo, visión de relación aborigen con la amalgama religiosa de corriente jesuítica en la Nación Guaraní, realizado en ciclos consecutivos junto a la Municipalidad de Posadas y el Ministerio de Turismo de la Provincia de Misiones, que caratuló a la obra de «importancia turística provincial» por su contenido y aporte a la identidad misionera. 
También es responsable de la obra «Nación Misiones» —junto al Gobierno de la Provincia de Misiones— en un rescate de los acontecimientos histórico-político desde la Revolución de Mayo, con la artista Pamela Ayala como invitada especial. 

## Reconocimientos
Marinoni ha sido premiado como uno de los 10 jóvenes sobresalientes de la provincia de Misiones en superación y logros personales. Mismo mérito también en la tercera edición de los premios TOYP (cuya sigla proviene del inglés The Outstanding Young Persons) de la Cámara Junior Internacional (JCI) y la Cámara Argentina de Comercio.
En Posadas —su ciudad natal— ganó tres premios Arandú. Dos en 1996 y otro en 2009.
Fue convocado como coreógrafo para la ceremonia oficial de la Visita del papa Francisco a Paraguay, realizada en el Aeropuerto Internacional Silvio Pettirossi de Asunción.
También como coreógrafo en Expo Rural del Paraguay junto al Ballet Mimbipá y 30 jinetes de Regimiento de Caballería Acá Carayá de la Guardia Presidencial. 
El 4 de octubre de 2015 Marinoni fue distinguido como Padrino Artístico del Festival Infantil Provincial de Folklore (ciclo 2015-2016), que se realiza desde hace más de cuatro décadas en la ciudad de Jardín América, Misiones, promoviendo a los nuevos talentos de la provincia. Fue premiado en esa gala en el polideportivo del Instituto Canossiano por el intendente Oscar Kornoski y Julia Imbarrato, directora de Cultura.
El 27 de noviembre de 2015 en la primera noche del 46° Festival Nacional de la Música del Litoral y 8° del Mercosur, Marinoni fue consagrado como el Mensú de Oro 2015, el máximo galardón musical que otorga el jurado y la organización.

## Obra
Sus obras más sobresalientes son:
- Ka´aguy Kumbiyare «Los murmullos rituales del monte»[14][4]
- Noche de San Juan
- Revuelos, trazos a lo Neumann[4]
- Crisol, bajo un sol de mil colores
- Compuesto Campiriño, Chamamé Correntino
- Guazu do Sul (Grandes del Sur)
- El carnaval de la Quebrada
- Los Misterios del Iberá
- Enramada entrerriana
- He aquí mis hermanos
- Yo soy el Chamamé
- Idilio Surero
- Mercado Guazú
- Las Copleras
- En Cataratas del Iguazú
- El Sueño Amenazado
- Escena campesina
- «Para Ella» Norma Viola
- Nación Misiones
- Tríptico Guaraní
- Alabanzas Nuestras
- La Nación de los Héroes
- A la tierra Michoacana Amalia Hernández
- Argentina es mujer. Homenaje a Mercedes Sosa